# Priba 2000
Prïba 2000 est un groupe belge de rock humoristique formé en 1991. Originaire de Charleroi, il est composé d'Éric Mazuy au chant, Philippe Lepinois à la guitare, Didier Brogneaux à la basse et d'Olivier Hachat à la batterie. Ils ont travaillé avec d'autres chanteurs belges tels que Jean-Luc Fonck, Jeff Bodart ou encore William Dunker.

## Discographie
- 1994 : Cheap Cheap (album)
- 1994 : Charleroi Europa (single partagé avec les Slugs)
- 1994 : Rock en Stock 2 (compil ; titre : Raymond Dubuisson)
- 1996 : La ferme/Les voisins (single)
- 1996 : Fais le Toi-même (album)
- 1999 : Méchant policier (single)
- 1999 : Pour Les Siècles des Siècles (album)
- 1999 : Les Nuits Botanique (compil ; titre : Feuilleton)
- 2002 : Clo Clo est vivant (single)
- 2002 : Tranches de Live (album)